# С-24 (ракета)

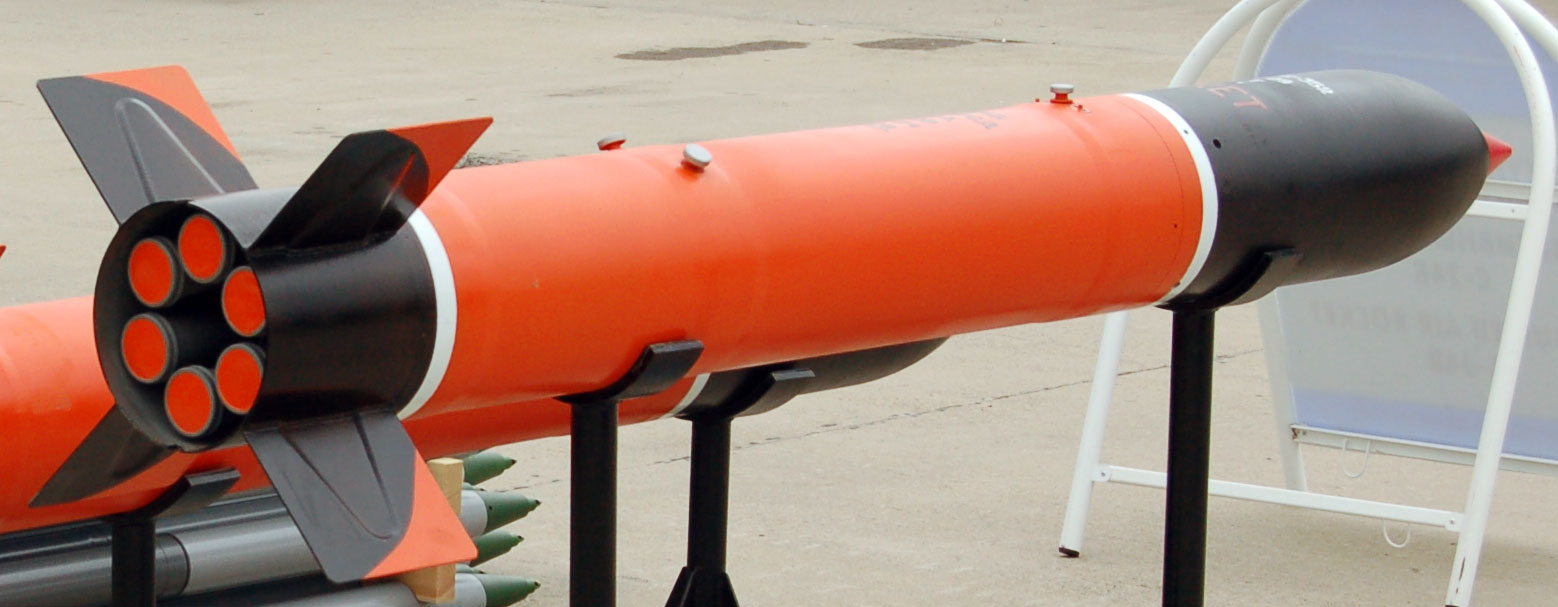
НАР С-24Б (вид ззаду)

С-24 (індекс ВПС міноборони Росії — 9-А-357, словесна назва «Буран») — радянська/російська некерована авіаційна ракета калібру 240 мм, розроблена фахівцями філії НДІ-1 під керівництвом М. Ляпунова. Механічні підривники були розроблені Науково-дослідним технологічним інститутом у м. Балашиха. Ракета прийнята на озброєння 22 серпня 1960 року 
НАР С-24 призначені для знищення техніки та живої сили противника. Ракета випускається серійно з 1960 року. Даними ракетами оснащуються різні типи літаків.
15 липня 2022 року стало відомо, що техніки Повітряних Сил ЗСУ підвісили на один із українських штурмовиків типу Су-25М1 крупнокаліберні некеровані ракети типу С-24, на яких було написано «За Вінницю» та «За Миколаїв», і вказана дата обстрілів цих міст — «14.07.2022».

## Модифікації
- С-24Б (індекс УВ ВПС — 9-А-744) — безполум'яна, прийнята на озброєння в 1975 році.[1][3][4]
- Іран «Shafaq»[5]

## Бойове застосування

### Російсько-українська війна
У ніч із 14 на 15 липня 2022 року Збройні Сили України у відповідь на обстріли Вінниці, Харкова й Миколаєва, вбивства та поранення мирних людей завдали масованих ударів по російських окупантах.
Позаштатний радник глави Офісу президента Олексій Арестович написав о 00:24 15 липня: «Пішла робота. Є перші три великі накриття. Саме за Харків, Вінницю, Миколаїв. Але буде більше. Багато більше». Журналіст Роман Бочкала опублікував фото ракет С-24, прикріплених до крила літака, на яких написано: «Здохніть орки за Миколаїв. 14.07.22», «Здохніть орки за Вінницю. 14.07.22». Twitter-профіль Ukraine Weapons Tracker опублікував відео, яке вказує — техніки Повітряних Сил ЗСУ підвісили на один із наших штурмовиків типу Су-25М1 крупнокаліберні некеровані ракети типу С-24.

## Тактико-технічні характеристики
- Калібр: 240 мм
- Довжина: 2330 мм
- Розмах крила: 600 мм
- Маса ракети: 235 кг
- Бойова частина: осколково-фугасна
- вага уламково-фугасної бойової частини — 123 кг
  - Маса БЧ: 123 кг
- Швидкість польоту: 430 м/с
- Дальність пуску: до 2000 м
- точність влучання у ціль — до 15 м.
- Точність (КВО): 0,3-0,4 % від дальності[8]